# Церковь Благовещения Пресвятой Девы Марии и монастырь бернардинцев
Церковь Благовещения Пресвятой Девы Марии и монастырь бернардинцев (бел. Касцёл Дабравешчання Найсвяцейшай Дзевы Марыі і кляштар бернардзінак) — католический комплекс монастырей в Минске. Был открыт в первой половине XVII века и закрыт в 1850-х годах.
Комплекс состоял из каменных сооружений, 2-этажного монастырского жилого корпуса, 3-этажного флигеля и деревянных хозяйственных построек. В 1860-х годах все здания комплекса были переданы Русской православной церкви российскими властями. В храме находится православный Кафедральный собор Сошествия Святого Духа.

## История
Первые бернардинцы в Минске появились в 1630 году. Изначального у этого сообщество не имелось собственного храма и монастыря. Первой минской бернардинкой принято считать Людвину Завишанку — дочь витебского коменданта Николая Завиши. 20 сентября 1633 года Александр Слушко, Троцкий воевода, пожертвовал деньги на строительство деревянного костела и жилого корпуса. Также Слушко даровал монастырю имение с двумя мельницами.
В 1642 году по инициативе Слушко началось строительство нового каменного костела и других зданий комплекса. Однако, военные события XVII века помешали достроить сооружения, и только лишь 31 августа 1687 новый костел был предложен епископом Николаем Слупско. Событие было приурочено ко дню Благовещения Пресвятой Девы Марии.
В главном алтаре храма находился чудотворный образ Божией Матери, которому даже была посвящена специальная книга.
15 апреля 1697 года московские стольник Пётр Толстой написал в своём дневнике следующие строки, посвящённые костелу и монастырю бернардинок:

Того же числа был и в монастыре в дев бернардинок... Девицы Бернардинки ходят в чёрном, на голом теле вместо рубашек носят уласяницы толстые и подпоясанные верёвками с узлами, ступают всегда босыми ногами зимой и летом и на колодках, в костел входят тайной лестницей обустроенной в стене, и стоять в хорах глядя в костел малыми скважинами сквозь решетки, чтобы их люди не видели. Те Бернардинки при мне играли на органах на хорах и пели чрезвычайно изумительно. Вечерние и утренние служат сами без попа, только к ним приходит ксендз чтобы служить мессу.— Путешествие стольника Петра Толстого, 
После пожара, который случился в 1741 году, комплекс был восстановлен и реконструирован. Данные работы были окончены в 1746 году. В 1760-е годы в храме установили новый монументальный каменный альтарь.
В 1835 году монастырь снова пострадал при пожаре, но вскоре был восстановлен. Приблизительно в 1842 году в монастыре проживало 20 монахинь. В нём воспитывались 20 девушек, практически все из которых потеряли своих родителей.
В 1853 монастырь был передан российским властями, и все монахини были вывезены. Перед отъездом они успели передать некоторые церковные ценности в соседние приходы. Орган попал в кальвинистский собор в Дзержинске, а что случилось с иконой, неизвестно.
В 1860-х годах костел был реорганизован в православную церковь, которая была освящена именем Кирилла и Мефодия. Церковь предназначалась для студентов Минской Духовной семинарии.
После подавления восстания в 1863—1864 году в монастыре располагалась государственная следственная комиссия. Несколько лет в здании были заключённые повстанцы.

## Чудотворная икона Божией Матери

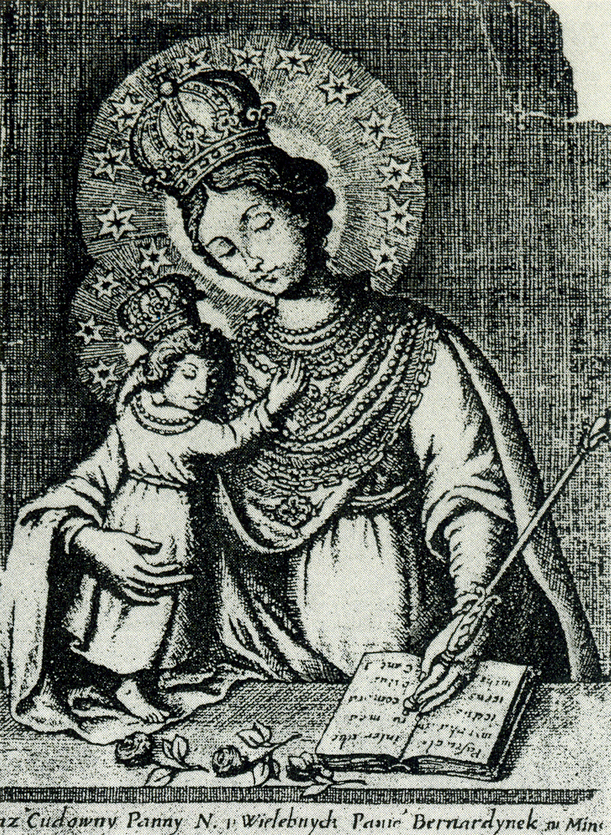
Гравюра

В костеле Благовещения Девы Марии находился чудотворный образ Божией Матери, украшенный серебряной одеждой и коронами.
Наставница монастыря писала, что данная икона была прислана из Рима папой Урбаном XVIII Софье, жене Александра Слушко.
В доме Слушков икона сразу же прославилась своим чудотворным действием — оздоровлением. Благодаря этой иконе от болезни смогла выздороветь Марианна Абрамавичовна.